# Isoperla pinta
Isoperla pinta és una espècie d'insecte plecòpter pertanyent a la família dels perlòdids. La larva fa entre 10 i 13 mm de llargària corporal. A l'estadi immadur és aquàtic i viu a l'aigua dolça, mentre que com a adult és terrestre i volador (apareix entre el març i el juliol).
Es troba a Nord-amèrica: el Canadà (la Colúmbia Britànica i Alberta), els Estats Units (Califòrnia, Colorado, Idaho, Montana, Oregon, Utah, Washington i Wyoming) i Mèxic (la Baixa Califòrnia), incloent-hi el riu Colorado.